# تزايد
تزايد أو  تسجيل  في المالية (بالإنجليزية: Accrual أو accrue) هو تزايد أو تجميع الفائدة أو تزايد الاستثمار مع الزمن. كما تعني تسجيل تلك الفوائد المتتابعة مع الوقت في الحسابات أو تسجيل التزامات مالية أو أصول ليست نقدية في ميزانية عمومية. ما ينتمي إليها الحسابات المفوعة والحسابات الداخلة والضرائب المؤجلة وتكلفة الفوائد المستقبلة غيرها.

## مثال عن التسجيل
تورد شركة منتجات إلى أحد الزبائن على أن يقوم بدفع ثمنها خلال 30 يوم من العام التجاري القادم والذي يبدأ خلال أسبوع بعد توريد المنتجات . فتعتبر الشركة هذا المبلغ من ضمن الإيرادات في بيان ميزانيتها الجارية، رغم أن المبلغ سوف يدخل خزينتها خلال العام التجاري اللاحق.
وتعتمد الحسابات الإيراد المؤجل في بيان الميزانية للعام الجاري حيث تم التعاقد على توريد المنتجات للزبون، وليس في حسابات العام التالي الذي يدخل فيه ثمن البيع خزينة الشركة.

## تجمع الفائدة
تتجمع فائدة المال المستثمر في مشروع.

## اقرأ أيضًا
- درجة الملاءة
- تاريخ الاستحقاق
- سعر الفائدة
- التأجير التمويلي
- عائد خالي من المخاطرة
- قيمة وقتية للنقود
- ربا
- معدل الفائدة الإسمية
- معدل الفائدة الفعلية
- مردود الاستثمار
- الحد الأدنى للعائد
- تخصيص الأموال
- حجم الأعمال (اقتصاد)
- سند مؤقت
- أوراق تجارية مالية